# Pa' quererte
Pa' quererte é uma telenovela colombiana exibida pela RCN Televisión entre 7 de janeiro de 2020 e 7 de maio de 2021.
O enredo é baseado na telenovela mexicana Papá a toda madre, de Montserrat Gómez. A adaptação foi realizada por Juan Andrés Granados, que colaborou na realização dos libretos com Elkim Ospina, Juan Carlos Troncoso, Liliana Guzmán, Fernán Rivera, Ana Fernanda Martínez e Paola Arias.
Estrelada por Sebastián Martínez, Hanny Vizcaíno e Juliette Pardau, junto com as atuações estelares de Carlos Camacho, Luis Eduardo Arango, Manuel Sarmiento, Cecilia Navia, Laura de León e Diana Wiswell.

## Enredo
Mauricio Reina de la Hoz (Sebastián Martínez) é um renomado estilista do país, aclamado por mulheres, cuja vida dá um rumo inesperado quando, em meio ao lançamento de sua nova linha de moda, sua empresa começa a falir pelo fato de Seu companheiro teria desviado todas as finanças do mesmo, e aliás descobre que ele tem uma filha, uma menina de 8 anos chamada Isabel (Hanny Vizcaíno), a partir daí Mauricio deve começar do zero com uma filha a bordo.

## Elenco
- Sebastián Martínez como Mauricio Reina de la Hoz
- Juliette Pardau como Dany Daza
- Hanny Vizcaíno como Isabel Trujillo[3]
- Carlos Camacho como Antonio José "Toño" Perdomo
- Cecilia Navia como Verónica Valencia
- Luis Eduardo Arango como Octavio Victoria
- Laura de León como Azucena Tinoco
- Manuel Sarmiento como Jorge Morales
- Diana Wiswell como Catalina Vengoechea
- Juliana Velásquez como Tatiana Perdomo Valencia
- Carlos Andrés Ramírez como Jerónimo Perdomo Valencia
- Camila Jurado como Juliana Morales Vengoechea
- Alejandra Ávila como Milagros Victoria Mora
- Variel Sánchez como Lorenzo Ríos
- Juliana Galvis como Lola
- Alina Lozano como Elvira Mora
- Mónica Pardo Vélez como María Trujillo
- Juan Manuel Lenis como Fabián Vélez
- Luces Velásquez como Doña Consuelo Daza †
- Carlos Fernández como Felipe Urdaneta
- Bárbara Perea como Maruja
- Edinson Gil como Pablo Rivas
- Patrick Delmas como Alberto Sotillo
- Noëlle Schonwald como Lizeth Piedrahíta
- Juan Carlos Messier como Guillermo Bautista
- Ana María Medina como Miranda